# Jim Himes
Pour les articles homonymes, voir Himes.
James Andrew Himes dit Jim Himes, né le 5 juillet 1966 à Lima, est un homme politique américain, représentant démocrate du Connecticut à la Chambre des représentants des États-Unis depuis 2009.

## Biographie

### Études et carrière professionnelle
Jim Himes est diplômé d'un bachelor of arts d'Harvard en 1988. Grâce à une bourse Rhodes, il obtient un master de philosophie en Amérique latine à Oxford. Après ses études, il rejoint la division d'Amérique latine de Goldman Sachs.
En 2002, il quitte le monde de la banque pour diriger la branche new-yorkaise l'organisme sans but lucratif Enterprise Community Partners, dont le but est de développer l'offre de logements à loyer modéré,,. L'année suivante, il prend la présidence de l'autorité du logement de Greenwich. En 2006, il rejoint le conseil de l'estimation et des impôts de la ville.

### Représentant des États-Unis
En 2008, il se présente à la Chambre des représentants des États-Unis dans le 4e district du Connecticut, dans le comté de Fairfield. Après avoir remporté la primaire démocrate avec 87 % des suffrages, il affronte le républicain modéré Chris Shays. Élu depuis 1987, Shays est alors le dernier représentant républicain de Nouvelle-Angleterre. Porté par la victoire de Barack Obama à l'élection présidentielle, Himes est élu représentant avec 51,3 % des voix contre 47,6 % pour Shays.
Il est candidat à un deuxième mandat en 2010. L'élection est considérée comme serrée. Il est reconduit en rassemblant 53,1 % des suffrages face au sénateur Dan Debicella. Il est réélu en 2012 avec 60 % des voix face à Steve Obsitnik, puis avec 53,8 % des voix en 2014 face à Debicella. Sa circonscription, connue pour abriter des banlieues de cols blancs de Wall Street, poursuit son virage vers le Parti démocrate à la fin des années 2010 : il est réélu avec 59,9 % des suffrages en 2016 face à John Shaban et avec 61,2 % face à Harry Arora en 2018.
En 2023, après les élections de 2022, la Chambre des représentants est désormais à majorité républicaine. Himes devient le principal démocrate (ranking member) au House Permanent Select Committee on Intelligence.

## Positions politiques
Jim Himes fait partie de la coalition des nouveaux démocrates à la Chambre des représentants, dont il prend la présidence durant le 115e congrès.
Après la tuerie d'Orlando, il annonce qu'il n'assistera plus aux minutes de silence à la Chambre des représentants, critiquant le manque d'action du Congrès sur le sujet des armes à feu et estimant que le « silence [des représentants] n'honore pas les victimes, il les méprise » (« Our silence does not honor the victims, it mocks them »).

## Historique électoral

### Chambre des représentants
| Année | Jim Himes | Rép    | Lib   | Vert  |
| ----- | --------- | ------ | ----- | ----- |
| Année |           |        |       |       |
| 2008  | 49,8 %    | 49,0 % | 0,7 % | 0,5 % |
| 2010  | 52,0 %    | 47,9 % | —     | —     |
| 2012  | 60,0 %    | 40,0 % | —     | —     |
| 2014  | 53,8 %    | 46,2 % | —     | —     |
| 2016  | 59,9 %    | 40,1 % | —     | —     |
| 2018  | 61,2 %    | 38,8 % | —     | —     |
| 2020  | 62,2 %    | 36,3 % | —     | —     |
| 2022  | 59,4 %    | 39,5 % | —     | —     |
| 2024  | 61,1 %    | 37,3 % | —     | —     |